# Bergunda landsfiskalsdistrikt
Bergunda landsfiskalsdistrikt var 1918-1941 ett landsfiskalsdistrikt i Kronobergs län, bildat när Sveriges indelning i landsfiskalsdistrikt trädde i kraft den 1 januari 1918, enligt beslut den 7 september 1917. Landsfiskalsdistriktet avskaffades den 1 oktober 1941 (genom kungörelsen 28 juni 1941) när Sverige fick en ny indelning av landsfiskalsdistrikt. Av dess ingående områden överfördes kommunerna Bergunda, Dänningelanda, Tävelsås, Vederslöv, Öja och Öjaby till Norrvidinge landsfiskalsdistrikt och kommunerna Jät, Kalvsvik och Kinnevalds häradsdel av Skatelövs landskommun till det nybildade Kinnevalds landsfiskalsdistrikt.
Landsfiskalsdistriktet låg under länsstyrelsen i Kronobergs län.

## Ingående områden

### Från 1918
Kinnevalds härad:
- Bergunda landskommun
- Dänningelanda landskommun
- Jäts landskommun
- Kalvsviks landskommun
- Del av Skatelövs landskommun: Kinnevalds häradsdel av Skatelöv.[2]
- Tävelsås landskommun
- Vederslövs landskommun
- Öja landskommun
- Öjaby landskommun